# 화장품

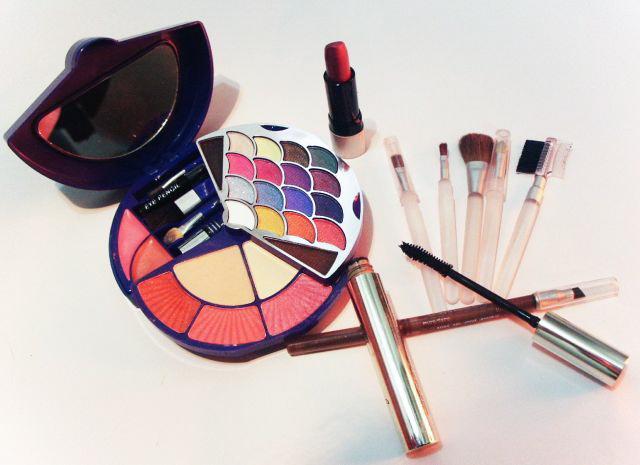
화장품과 화장 도구

화장품(化粧品, 영어: cosmetics)은 인체의 겉모습을 미화시켜 얼굴의 결점을 커버하여 매력적으로 보이게 하거나 피부, 모발 등의 질감(texture)을 유지하거나 체취를 감추기 위해(향수) 쓰이는 물질이다.  이러한 화장품을 바르는 행위를 화장(化粧)이라고 한다. 화장품에는 피부 보호 크림, 로션, 파우더, 향수, 립스틱, 손발톱 매니큐어, 눈/얼굴 화장품, 퍼머, 머리카락 염색약, 헤어 스프레이, 젤, 데오도란트, 유아용 제품, 배스 오일(bath oil), 거품 목욕 제품, 배스 솔트(bath salt, 목욕탕 분말 용제), 버터 등이 있다. 사용자의 외모를 바꾸기 위한 화장품으로 색조 메이크업(색조 화장품)이 있으며, 많은 제조업체들은 장식용 화장품과 피부 보호 화장품을 구별하여 제조한다.

## 역사
화장품을 사용한 최초의 고고학적 증거는 기원전 3500년경의 고대 이집트에서다. 고대 그리스와 고대 로마 또한 화장품을 사용했다. 고대 로마와 이집트에서는 독성이 있는 수은이나 납이 포함된 화장품을 사용했다.
중세에는 교회 장로들에게는 환영받지 못했지만, 많은 여성들이 여전히 화장품을 사용했다. 중세 여성들에게는 피부빛을 창백하게 하는 것이 유행이었고, 이를 위해 납, 분필, 밀가루 등을 바르거나 피를 뽑기도 했다.
화장품의 사용은 여러 면에서 서양 역사에서 환영받지 못했다. 예를 들면, 19세기에 메이크업은 주로 매춘부들이 사용했고, 빅토리아 여왕은 공개적으로 메이크업을 부적절하고 저속하며 배우들에게나 용인할 수 있다고 선언했다.
19세기 여성들은 약한 숙녀로 보이기를 선호했다. 이들은 스스로를 연약한 꽃에 비교했고, 섬세함과 여성성을 강조했다. 이들은 창백하게 보이려 했고, 종종 약간의 연지를 볼에 사용하였으며, 눈을 확장시켜 돋보이게 하기 위해 베라도나를 사용했다. 1870년대에는 사교의 에티켓이 보다 엄격해지면서 특히 메이크업이 일반적으로 환영받지 못했다. 어쨌거나, 배우들은 메이크업이 허용되었으며, 사라 베르나르나 릴리 랭트리와 같은 잘 알려진 미인들은 파우더를 바를 수 있었다. 대부분의 사용되는 화장품들은 여전히 화학적으로 의심스러웠다.
20세기 중반에 들어, 전 세계의 거의 대부분의 산업 사회의 여성들이 화장품을 사용하게 되었다.

## 화장품 사용기간
화장품 사용기간 개봉일이 기준이다. 제품마다 사용기한은 모두 다르기 때문에 사용하는 제품을 꼼꼼히 살펴봐야한다.
| 기초 화장품   | 12개월        |
| 클렌저        | 12개월~18개월 |
| 기초 메이크업 | 12개월        |
| 선크림        | 6개월         |
| 아이 메이크업 | 6개월         |
| 립스틱        | 18개월        |
| 매니큐어      | 12개월        |
| 향수          | 24개월        |
| 틴트          | 6개월         |

## 같이 보기
- 바디 아트
- 헤나
- 메이크업
- 분장
- 미용